# Ernst Knebel
Ernst Knebel (* 2. Juni 1892 in Naunhof; † 13. März 1945 in Preußisch Eylau) war ein deutscher Generalmajor der Wehrmacht im Zweiten Weltkrieg.

## Leben
Knebel studierte zunächst in Halle. Einer Familientradition folgend wurde er dort 1912 Mitglied des Corps Guestphalia. Am 1. April 1914 trat er als Fahnenjunker in die Preußische Armee ein, wurde am 3. Januar 1915 zum Leutnant mit Patent vom 23. Juni 1913 im Dragoner-Regiment „von Wedel“ (Pommersches) Nr. 11 befördert und nahm am Ersten Weltkrieg teil. Knebel erhielt beide Klassen des Eisernen Kreuzes. Am 18. Oktober 1918 wurde er noch zum Oberleutnant befördert und diente zuletzt als Adjutant des Infanterie-Regiments Nr. 401.
1920 nahm er seinen Abschied und trat zur Polizei über. Im Oktober 1935 wurde er als Major in die neu formierte Wehrmacht übernommen und diente zeitweilig als Lehrer an der Heeresfeuerwerkschule. 1937 avancierte er zum Oberstleutnant und 1940 zum Oberst.
Während des Zweiten Weltkriegs war er ab 15. November 1940 Kommandeur des Infanterieregiments 580 und von Mai 1942 bis zu seiner Verwundung im August 1943 des Infanterieregiments 589. Von Januar 1944 bis Juli 1944 war er Kommandeur des Jägerregiments 50 (L) und anschließend des Feldersatzregiments der 3. Panzerarmee. Nachdem Knebel am 27. August 1944 das Ritterkreuz des Eisernen Kreuzes erhalten hatte, wurde er im September 1944 Kommandeur der Waffenschule der 3. Panzerarmee. Am 24. Januar 1945 in Ostpreußen schwer verwundet, wurde er am 19. Februar 1945 mit dem Eichenlaub zum Ritterkreuz des Eisernen Kreuzes ausgezeichnet (744. Verleihung) und am 1. März 1945 mit Wirkung vom 1. Januar 1945 zum Generalmajor befördert, erlag aber wenig später in einem Lazarett seiner Verwundung.